# Dům na náměstí Republiky čp. 138
Dům na náměstí Republiky čp. 138 (č. orient. 24) je městský řadový dům situovaný v jižní frontě domů na náměstí Republiky v Plzni.

## Historie
Dům je středověkého původu a má zachovány některé gotické prvky. V 15. století objekt vlastnili Točníci z Křimic. V letech 1543–53 byl majitelem Jiřík Šoltara, který nechal dům renesančně přestavět. Mezi lety 1690–1700 pak dům vlastnil vlašský kupec Dominik Mazze. Po roce 1700 se jako vlastníci vystřídali Pavel Carroue a Jan Kryštof Gebhart. V tomto období získal dům barokní podobu, kterou má až do současnosti. Kolem roku 1700 byla také v domě Janem Kryštofem Gebhartem zřízena lékárna U Černého orla, která zde byla provozována až do roku 1857, kdy byla přestěhována do domu čp. 97, a později do domu čp. 95. V letech 1760–1801 dům vlastnil Antonín Stephan (též Stephani) a někdy v pozdější době obchodníci se střižním zbožím Kleiszlovi. Úprava fasády domu pak proběhla ještě v roce 1882, kdy byly mimo jiné přidány krámské výkladce.
Od roku 1958 je dům chráněn jako kulturní památka.
V roce 2017 byla provedena rekonstrukce domu a jeho přestavba na apartmánový hotel s restaurací. Dům se také zapojil do akce Plzeňské dvorky, během které jsou veřejnosti zpřístupňovány běžně nepřístupné dvory plzeňských domů.

## Architektura
Jedná se o řadový zděný dvoupatrový městský dům. Průčelí je trojosé. V přízemí je v pravé části umístěn kamenný portál, vlevo pak novodobé výkladce. Ty v roce 2014 nahradily původní novorenesanční výkladec s reliéfem lišky z 80. let 19. století, který byl zničen. Okna jsou vsazena v šambránách s uchy a jsou zdobena suprafenestrami a podokenními římsami. Atika členěná pilířky obsahuje menší okénka a je završena barokním štítem. V centru štítu je freska Nejsvětější trojice.

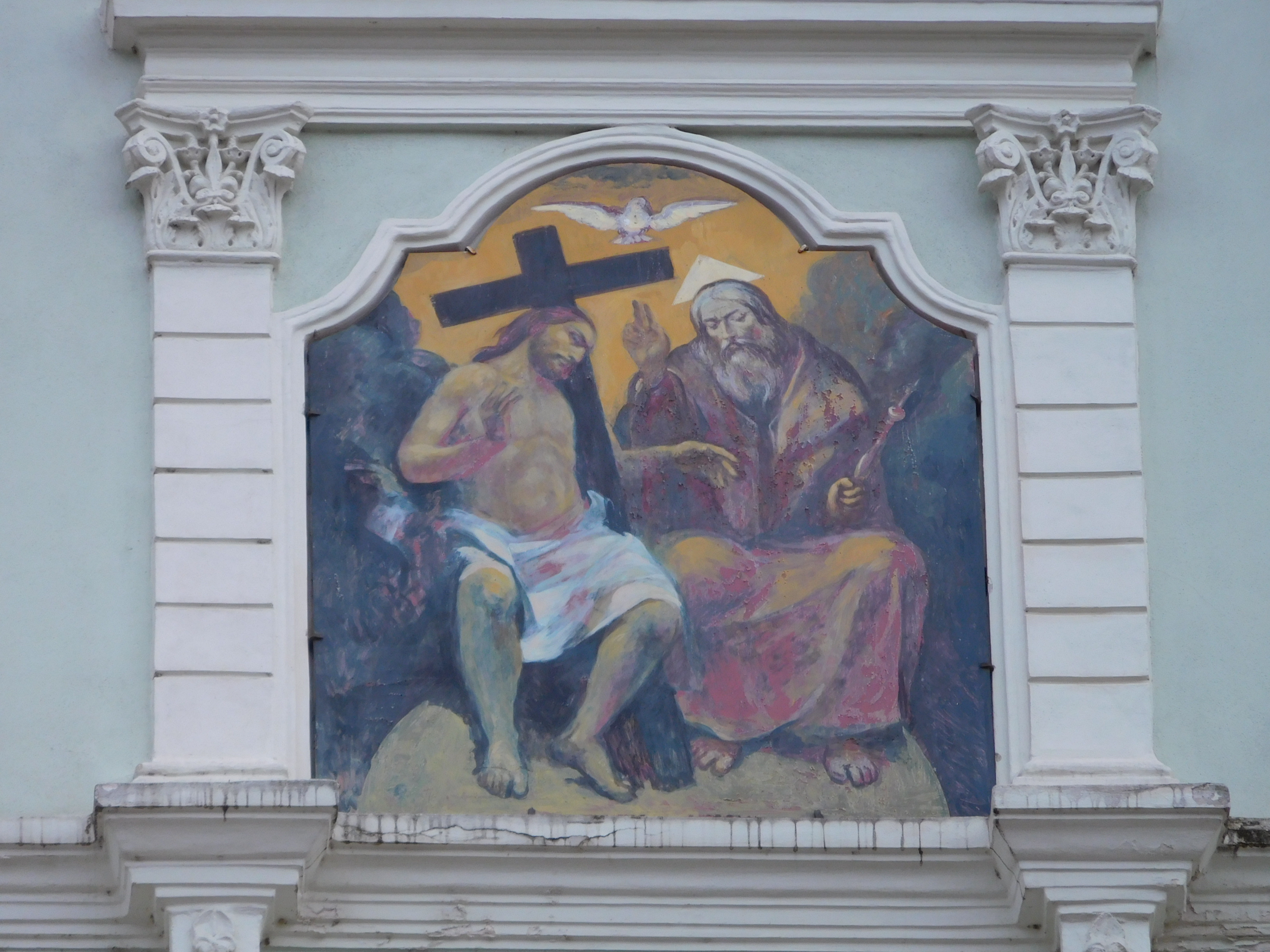
Freska s Nejsvětější Trojicí